# Majdan Konstytuciji (stanice metra v Charkově)
Majdan Konstytuciji (ukrajinsky Майдан Конституції), v doslovném překladu Náměstí konstituce či Náměstí ústavy je stanice charkovského metra na Cholodnohirsko-Zavodské lince.
Je to přestupní stanice na Saltivskou linku vestibulem do stanice Istoryčnyj muzej.

## Charakteristika
Stanice je trojlodní, obklad pilířů je z bílého mramoru a stanice je obložena růžovým mramorem.
V prostřední části stanice se na levé straně nachází schodiště vedoucí nahoru do stanice Istoryčnyj muzej.
Stanice má jeden vestibul, vestibul má pět východů, všechny východy ústí na Náměstí konstituce. Vestibul je s nástupištěm propojen eskalátorem.